# Shirley Kurata
Shirley Kurata (Los Angeles, novembre 1970) è una stilista e costumista statunitense, candidata al Premio Oscar ai migliori costumi.

## Biografia
Nata a Los Angeles da genitori giapponesi, è cresciuta nella Valle di San Gabriel. Ha studiato moda allo Studio Berçot di Parigi, quando aveva 19 anni. Nel corso della sua carriera ha vestito molte celebrità, tra cui Billie Eilish, Lena Dunham, Pharrell Williams, Jenny Lewis, Tierra Whack, Mindy Kaling, Selena Gomez e Zooey Deschanel. Inoltre, ha lavorato per campagne pubblicitarie di Kenzo e Oliver Peoples e disegnato servizi di moda per la fotografa e regista Autumn de Wilde. Nel 2015, ha aperto Virgil Normal, una boutique ad East Hollywood assieme a Charlie Staunton. Ha iniziato a lavorare nel mondo del cinema nel 1996, nella serie TV Beverly Hills Bordello. Nel 2021, ha lavorato per Generation. Nel 2022, ha lavorato come costumista nel film Everything Everywhere All at Once, vestendo Michelle Yeoh, Ke Huy Quan, Jamie Lee Curtis e Stephanie Hsu. Grazie a questo film è stata candidata al Premio Oscar per i migliori costumi.

## Filmografia

### Cinema
- Sorcers, regia di Albert Pyun (1998)
- The Murder in China Basin, regia di Norman Gerard (1999)
- Buddy Boy, regia di Mark Hanlon (1999)
- L'ora della violenza 3 (The Substitute 3: Winner Takes All), regia di Robert Radler (1999)
- Sleep Easy, Hutch Rimes, regia di Matthew Irmas (2000)
- Burning Down the House, regia di Philippe Mora (2001)
- Mockingbird Don't Sing, regia di Harry Bromley Davenport (2001)
- Bark!, regia di Kasia Adamik (2002)
- Appuntamento da sogno! (Win a Date with Tad Hamilton!), regia di Robert Luketic (2004)
- Starship Troopers 2 - Eroi della federazione (Starship Troopers 2: Hero of the Federation), regia di Phil Tippett (2004)
- Cruel Intentions 3 - Il fascino della terza volta (Cruel Intentions 3), regia di Scott Ziehl (2004)
- Roomies, regia di Oliver Robins (2004)
- Non bussare alla mia porta (Don't Come Knocking), regia di Wim Wenders (2005)
- Alpha Dog, regia di Nick Cassavetes (2006)
- Seoul Searching, regia di Benson Lee (2015)
- Everything Everywhere All at Once, regia di Daniel Kwan e Daniel Scheinert (2022)

### Televisione
- Beverly Hills Bordello - serie TV, 4 episodi (1996)
- Son of the Beach - serie TV, 22 episodi (2000-2001)
- Madison Heights - serie TV (2002)
- Birds of Prey - serie TV (2002)
- Scherzi d'amore (Revenge of the Middle-Aged Woman), regia di Sheldon Larry - film TV (2004)
- Sons & Daughters - serie TV (2006)
- Shatterbox - serie TV, episodio 1x08 (2018)
- Jenny Lewis' On The Line Onlie, regia di Eric Notarnicola - film TV (2019)
- Generation - serie TV, 16 episodi (2021)

## Riconoscimenti
- Premio Oscar
  - 2023 – Candidatura ai migliori costumi per Everything Everywhere All at Once[14]
- Critics' Choice Awards
  - 2023 – Candidatura ai migliori costumi per Everything Everywhere All at Once